# Höllbach (Amper)
Der Höllbach ist ein ca. 7 km langer Bach im Gemeindegebiet von Türkenfeld. Er gehört zum Flusssystem der Isar.
Der Bach entsteht in der Nähe des Naturdenkmals Schloßholzweiher bei Türkenfeld.
Er fließt ostwärts durch Türkenfeld und weiter bis zur Peutenmühle, danach mündet er im Ampermoos von links in die Amper.